# Nagaland
Nagaland je indijska savezna država na sjeveroistoku zemlje.
Nagaland graniči s državom Assam na zapadu, Arunachal Pradesh i djelomično Assam na sjeveru, Mjanma na istoku i Manipur na jugu. Država ima 1,988.636 stanovnika i prostire se na 16.579 km2. Glavni grad države je Kohima, najveći grad u državi je Dimapur.